# WiMAX
WiMAX (en forkortelse for Worldwide Interoperability for Microwave Access) er en certifikation til produkter der overholder IEEE 802.16-standarden. Det er en dataprotokol standard, der til stadighed er under udvikling, og målet er at tilbyde trådløst netværk over lange geografiske distancer. WIMAX tilbyder internet på op til 40 Mbit/s og 1 Gbit/s til faste stationer, det i en radius på op til 50 kilometer. Den brede geografiske dækning gør WiMAX brugbart til WLAN og WMAN forbindelser.

## WIMAX i Danmark
Der har været flere udbydere af WIMAX i Danmark, men pt. er der ingen aktører på markedet. Seneste udbyder var Skyline som gav op til 10 Mbit/s i downloadhastighed. Firmaet gik konkurs d. 10. maj 2012.